# Stanisław Ficowski

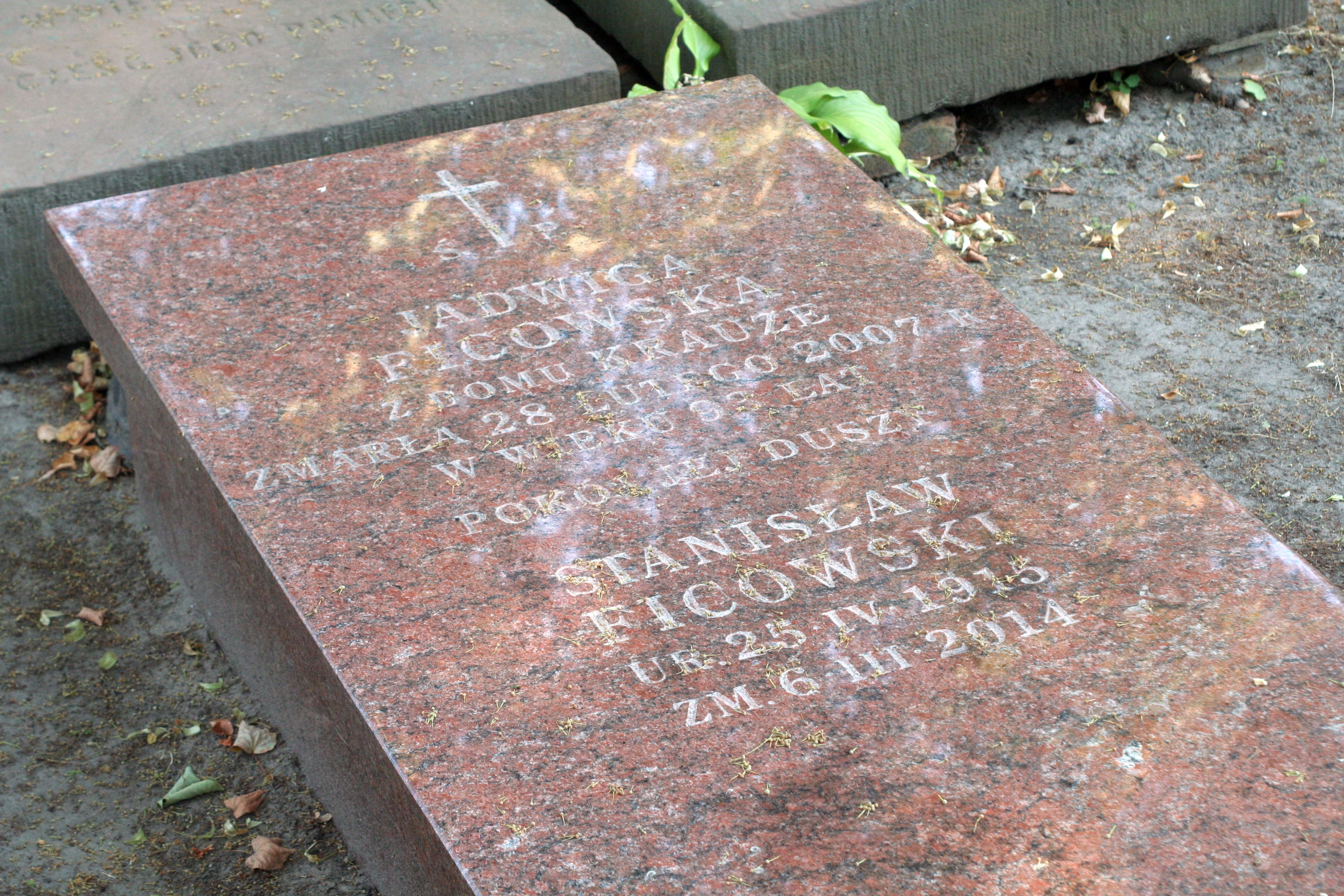
Grób Stanisława Ficowskiego na cmentarzu ewangelicko-augsburskim w Warszawie

Stanisław Ficowski (ur. 1915, zm. 6 marca 2014) – polski ekonomista, publicysta, wieloletni pracownik Organizacji Narodów Zjednoczonych (ONZ), doradca prezesa Narodowego Banku Polskiego (NBP).
W 1937 r., ukończył Szkołę Główną Handlową w Warszawie. W okresie po II wojnie światowej, pracownik Komisji Gospodarczej ONZ w Genewie, Afrykańskiej Komisji Gospodarczej ONZ w Addis Abebie i Tangerze, Gospodarczo-Społecznej Komisji ONZ dla Azji Zachodniej w Bejrucie oraz Konferencji Narodów Zjednoczonych ds. Handlu i Rozwoju (UNCTAD).
Zmarł 6 marca 2014 r. Pochowany na Cmentarzu Ewangelicko-Augsburskim w Warszawie.

## Wybrana bibliografia autorska
- "Regiony nędzy a międzynarodowa współpraca gospodarcza" (Państ. Wydaw. Ekonomiczne, Warszawa, 1976)
- "Środki obrotowe przedsiębiorstwa przemysłowego" (Polskie Wydawnictwo Gospodarcze, Warszawa 1956)